# Нижній Мільгідун
Нижній Мільгіду́н (рос. Нижний Мильгидун) — село у складі Чернишевського району Забайкальського краю, Росія. Входить до складу Мільгідунського сільського поселення.

## Історія
Село було утворено 2013 року шляхом виділення зі складу села Мільгідун.